# 오스만 세밀화

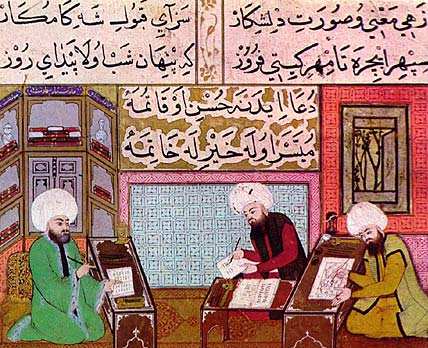
오스만 세밀화의 화가들

오스만 세밀화 또는 오스만 미니어처(Ottoman miniature, 튀르키예어: Osmanlı minyatürü)는 오스만 사본에 나오는 삽화 스타일로, 초상화나 역사적 사건을 묘사한다. 이 독특한 스타일은 페르시아 세밀화 예술, 비잔틴 및 몽골제국 예술과 같은 다양한 문화적 영향을 받아 개발되었다. taswir 또는 nakish라는 단어는 오스만 튀르크어의 세밀화 예술을 정의하는 데 사용되었다.
오스만 세밀화는 페르시아 세밀화에서 많은 영감을 받았지만, 오스만 장인들은 페르시아의 영향에서 벗어나 독특한 스타일을 개발했다. 오스만 세밀화는 군사 행사와 같은 사실을 사실적으로 설명하는 것으로 특히 잘 알려져 있는 반면, 페르시아 세밀화는 시각적으로 흥미를 끄는 데 더 중점을 두었다. 오스만 사본에 세밀화를 포함시킨 것은 미적인 측면보다는 문서화 목적에 더 가깝다. 세밀화는 많은 중요한 연대기와 주제, 특히 역사적, 종교적 사건을 보여주기 위해 사용되었다. 오스만 세밀화는 구체적이고 정확한 세부 묘사로 특히 유명하다. 이것은 군대나 궁정 장면의 많은 세밀화에서 찾아볼 수 있다.
일부 오스만 예술가들은 다른 예술가들보다 페르시아 세밀화의 영향을 더 많이 받았다. 페르시아 스타일의 강한 영향을 받은 오스만 세밀화는 다른 오스만 세밀화 그림의 더 전형적인 사실적 설명에서 벗어난 좀 더 낭만적인 사건 설명을 지향하는 경향이 있었다.

## 같이 보기
- 무굴 회화
- 내 이름은 빨강